# 馮官屯
馮官屯，今馮官屯鎮，在今山東省聊城市茌平縣東北方；春秋戰國時代名士魯仲連家鄉，現仍有「魯仲連祠」；明朝初年馮官率人於此建村，名之；現有太平天國北伐遺址「太平橋」於此；盛產大蒜。